# Šulinci
Šulinci este o localitate din comuna Gornji Petrovci, Slovenia, cu o populație de 211 locuitori.